# Аргентино-новозеландские отношения
Аргентино-новозеландские отношения — двусторонние дипломатические отношения между Бразилией и Новой Зеландией. Государства являются членами Кернской группы, Организации Объединённых Наций и Всемирной торговой организации.

## История

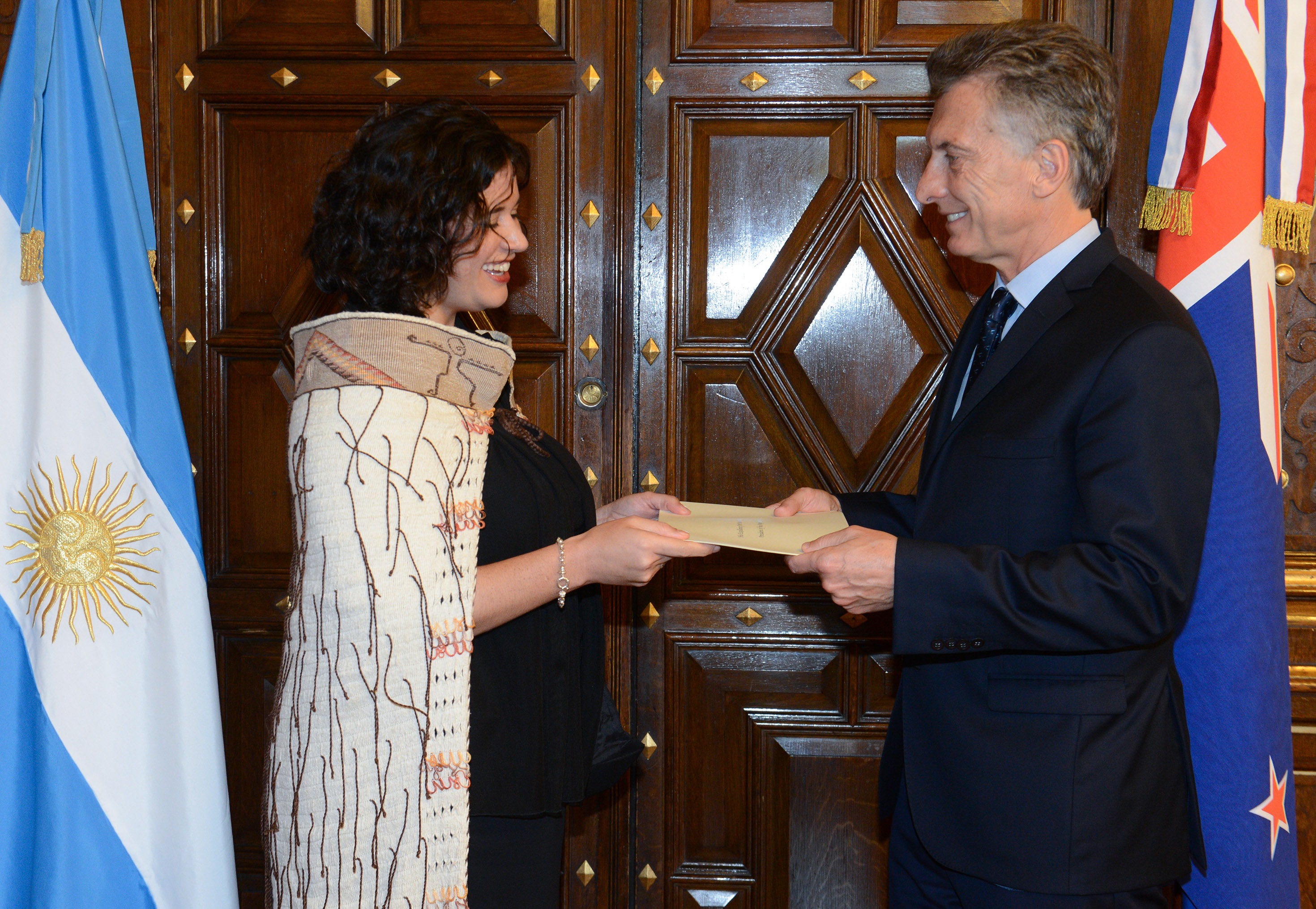
Президент Аргентины Маурисио Макри принимает верительные грамоты от посла Новой Зеландии Рейлин Лиуфалани в 2016 году.

Аргентина и Новая Зеландия — две промышленно развитые страны Южного полушария. Дипломатические отношения между государствами установлены в 1964 году. Однако, отношения между странами носили очень ограниченный характер, отчасти из-за расстояния между ними. В 1977 году Аргентина открыла посольство в Веллингтоне.
В 1976 году в Аргентине установилась военная диктатура, которая становилась все более враждебной и заявляла о своих претензиях на Фолклендские острова (которые являются британскими заморскими территориями в южной части Атлантического океана). В апреле 1982 года Аргентина вторглась на Фолклендские острова, спровоцировав начало Фолклендской войны. Сразу после вторжения на острова аргентинских войск Новая Зеландия разорвала дипломатические отношения с правительством Аргентины и ввела экономические санкции. Война закончилась победой Великобритании в июне 1982 года. В 1984 году Аргентина и Новая Зеландия восстановили дипломатические отношения. В 1987 году Аргентина открыла консульство в Окленде, а в 1997 году вновь открыла посольство в Веллингтоне. В апреле 1998 года президент Аргентины Карлос Менем посетил Новую Зеландию, где провел переговоры с премьер-министром Новой Зеландии Дженни Шипли. В том же году Новая Зеландия вновь открыла свое посольство в Буэнос-Айресе.
С момента восстановления отношений государства работали над развитием торговли сельскохозяйственной продукцией, сохранением Антарктиды и Южного океана, а также лоббировали международное сообщество в целях повышения осведомленности об изменении климата, сохранении популяции китов, международных правах человека, миротворчестве и нераспространением оружия. В ноябре 2001 года премьер-министр Новой Зеландии Хелен Кларк посетила Аргентину. Государства установили схему отпускной-рабочей визы. В декабре 2015 года Air New Zealand запустила прямые рейсы между Оклендом и Буэнос-Айресом. В 2017 году министр сельского хозяйства Аргентины Рикардо Негри посетил Новую Зеландию.

## Торговля
В 2016 году объём товарооборота между государствами составил сумму 199 миллионов долларов США. Экспорт Аргентины в Новую Зеландию: соевый жмых, сахар, готовые и консервированные фрукты и орехи, а также транспортные средства. Экспорт Новой Зеландии в Аргентину: изделия из бумаги, самолёты, машинное оборудование, альбуминоиды, крахмалы и клеи, а также электрическое оборудование.

## Дипломатические представительства
- Аргентина имеет посольство в Веллингтоне[10];
- У Новой Зеландии есть посольство в Буэнос-Айресе[11].